# Muziekberg

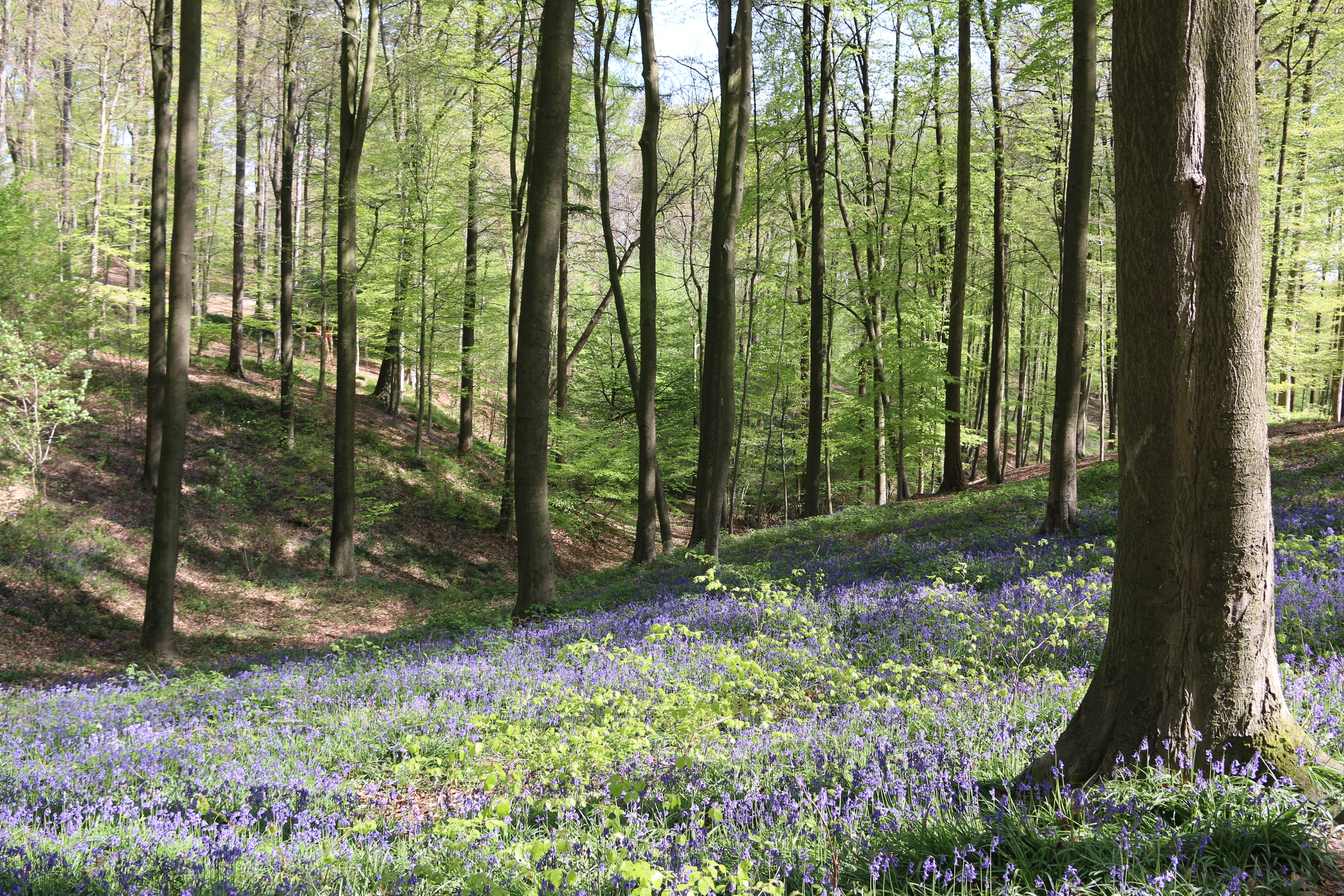
Het Muziekbos op de Muziekberg

De Muziekberg is een getuigenheuvel met een hoogte van 148 meter in de Vlaamse Ardennen, ten zuiden van het dorpje Louise-Marie in de Belgische provincie Oost-Vlaanderen en is voor een groot deel bedekt door het Muziekbos en het Sint-Pietersbos. Deze beboste "berg" maakte ooit deel uit van een heuvelkam die de natuurlijke grens vormt tussen noord en zuid. Deze heuvelkam strekt zich uit van de Kluisberg in het westen tot de Pottelberg in het oosten.
De Muziekberg maakt deel uit van de getuigenheuvels die vijf miljoen jaar geleden ontstonden als duinen.  Deze strekken zich uit van het zuiden van West-Vlaanderen tot aan het Hageland.  Toen bevond de kustlijn zich aan de huidige taalgrens en was het noorden van het land een tropische zee. De Vlaamse Overheid wil van het hele gebied een aaneengesloten, bosrijke natuurzone maken. Op de top staat de Geuzentoren en werd de naaldboombeplanting van na de Eerste Wereldoorlog weggehaald om de oorspronkelijke heide te herstellen.
Op de berg (waar ook een tumulus ligt) zijn vondsten gedaan uit de periode 10.500 - 8.000 voor Christus, te weten stekers en klingfragmenten. Daarnaast zijn er in 1836 Romeinse munten gevonden. Op de zuidflank staat kapel Lorette.

## Wielrennen
De Muziekberg kan via drie routes beklommen worden met de fiets. Vanuit het noorden start de helling 'Muziekberg' vanuit het plaatsje Louise-Marie en vanuit het zuiden van de heuvel komen de hellingen 'Fortuinberg' en 'Kanarieberg' omhoog. Op de westflank van de heuvel ligt de helling 'Statieberg'.

### Helling 'Muziekberg'
In de wielersport is de helling eenmaal (1956) opgenomen geweest in de Ronde van Vlaanderen. In dat jaar week Karel van Wijnendaele af van het traditionele parcours van de Ronde en zocht kleinere secundaire wegen op waardoor hellingen als Statieberg, Eikenberg en Kattenberg hun intrede deden, dit om het wedstrijdverloop spannender te maken. De Muziekberg is niet officieel in het wedstrijdboek opgenomen. Ze werd gesitueerd tussen de Statieberg en de Eikenberg. In die tijd was het een kasseiweg, nu is het een asfaltweg.
De helling is tweemaal (2002, 2003) opgenomen geweest in de Omloop Het Volk.
De helling zit ook in de recreatieve fietsroutes LF Vlaanderenroute en LF Heuvelroute en de blauwe lus van de Ronde van Vlaanderenroute.

## Afbeeldingen

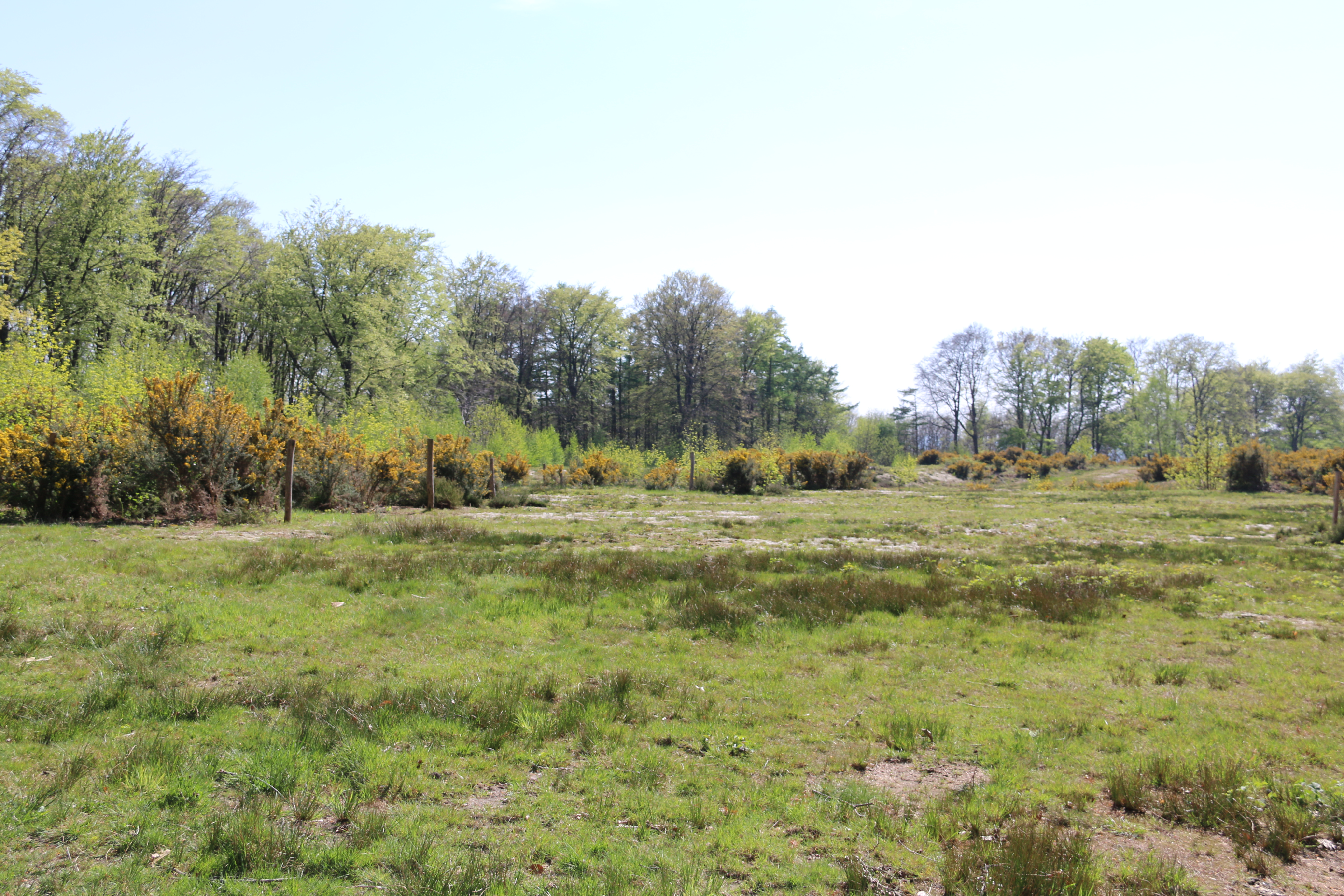
Heideherstel op de top van de Muziekberg.
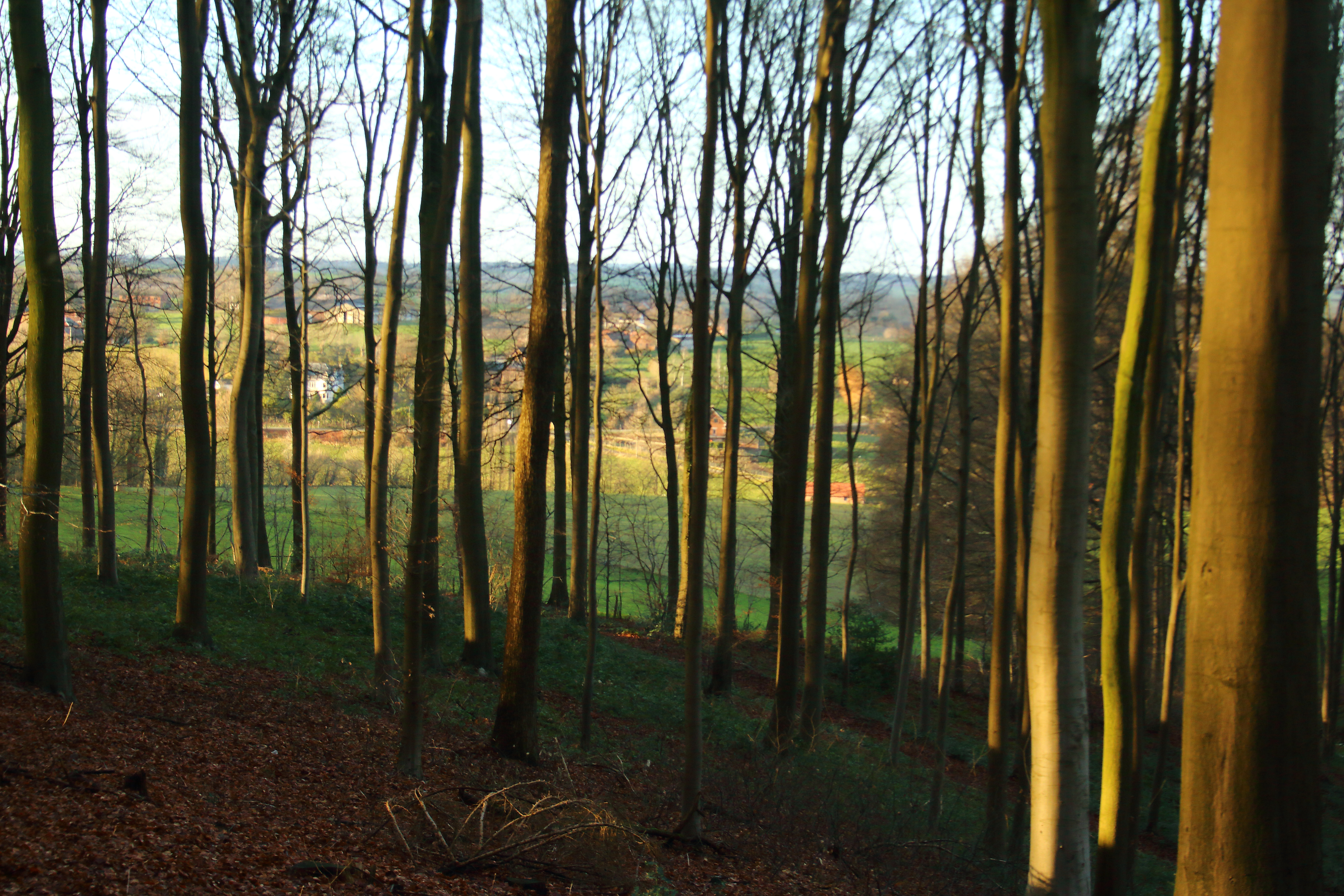
Muziekbos op de flanken van de Muziekberg.
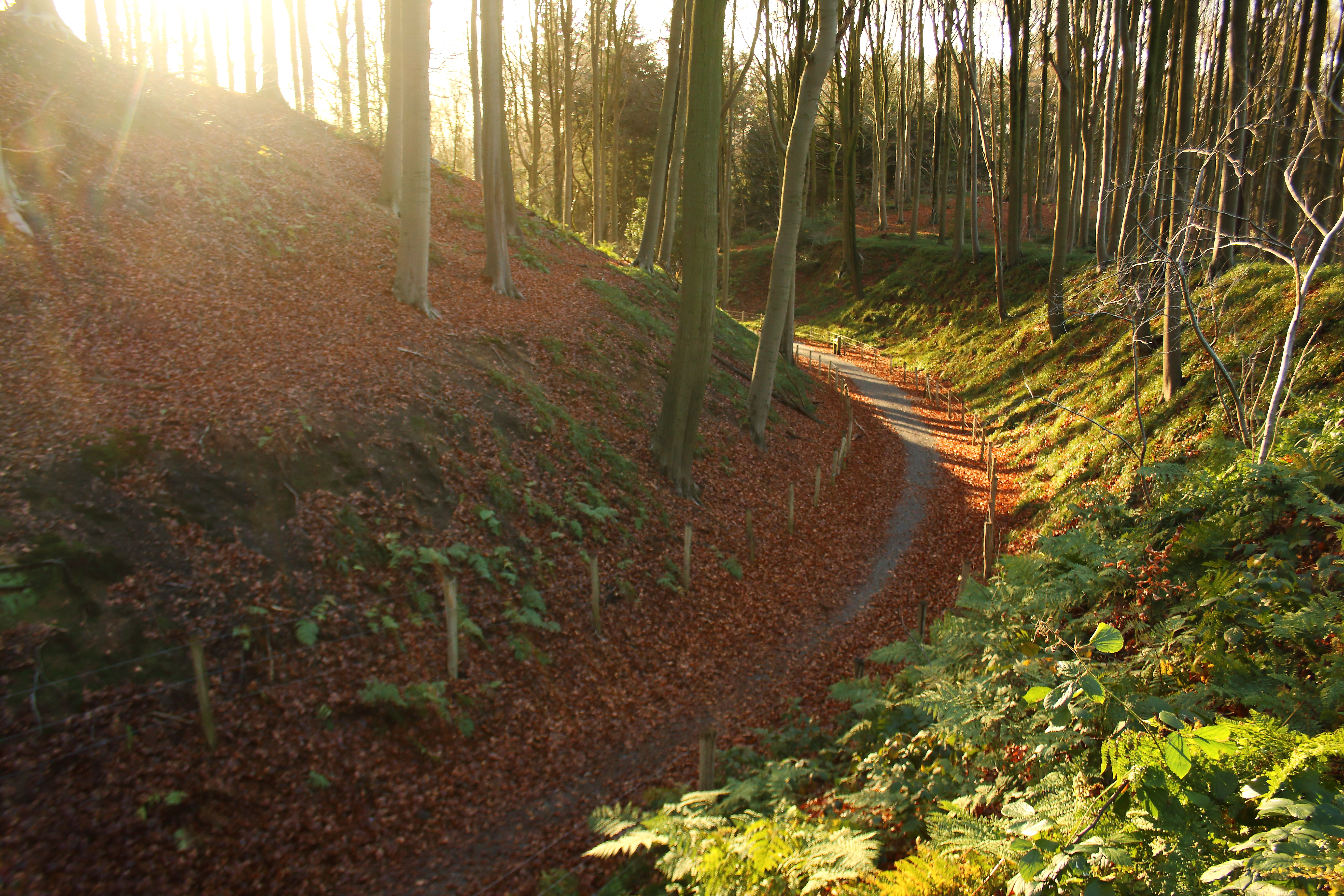
Holle weg op de Muziekberg.
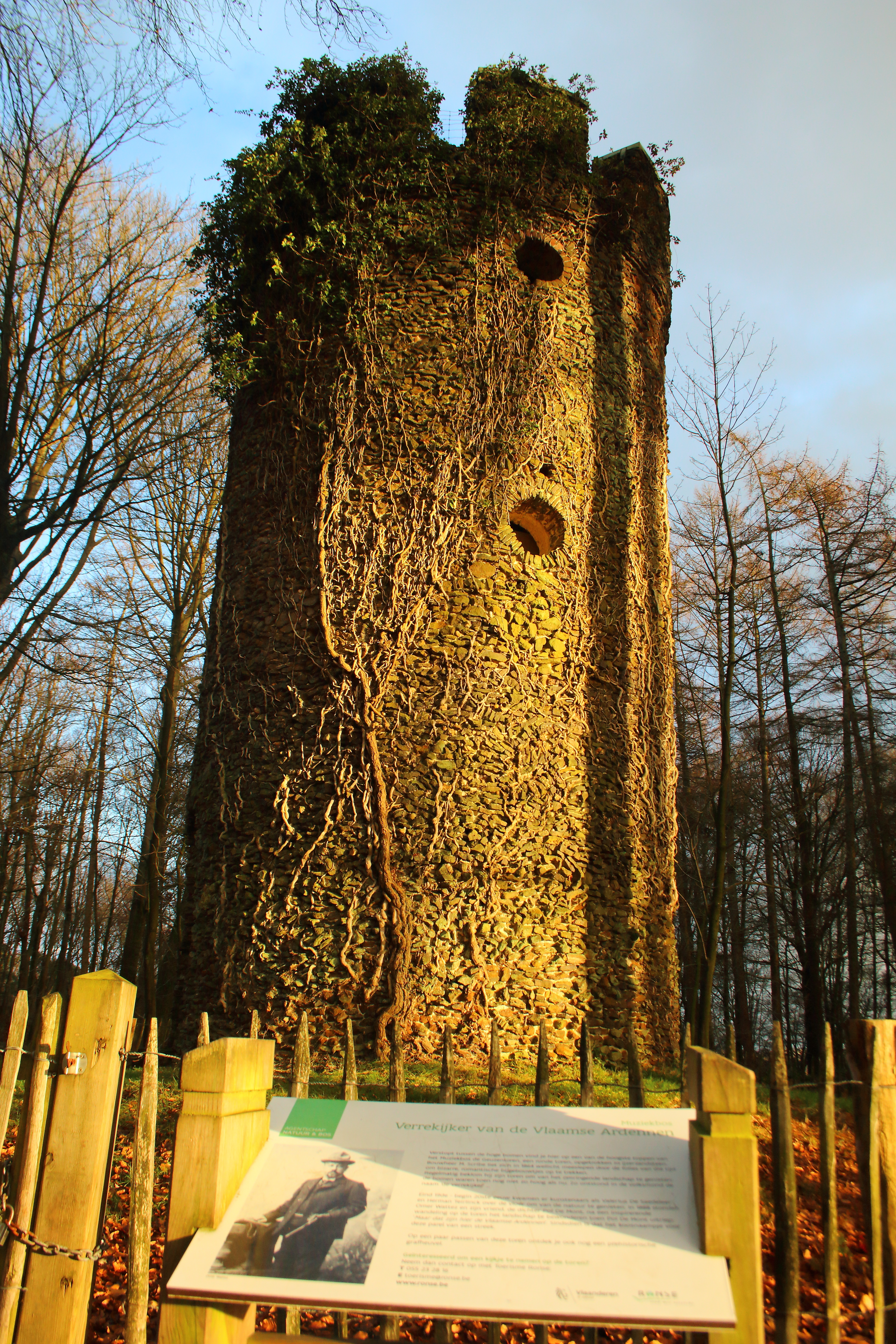
Geuzentoren op de Muziekberg.